# Associação de Homens de Negócio do Evangelho Pleno
Associação de Homens de Negócio do Evangelho Pleno (ADHONEP) ou Full Gospel Business Men's Fellowship International (FGBMFI) é uma organização internacional pentecostal sem fins lucrativos, voltada para "empresários, profissionais liberais, autoridades civis e militares", que se reúnem em restaurantes ou salas de conferências de hotéis. Sua sede é em Irvine (Califórnia), Estados Unidos e seu presidente é Francis Owusu.

## História
A associação foi fundada em outubro de 1951 em Los Angeles, nos Estados Unidos por Demos Shakarian, um fazendeiro pentecostal. A expressão "Evangelho Pleno" no nome da associação é fundamental para a visão da organização. A primeira conferência realizou-se com 200 empresários, e foi animada pelo televangelista Oral Roberts, que posteriormente constituiu-se num parceiro importante. Depois de um começo difícil, com uma doação de US$ 1.000 iniciou-se uma pequena publicação chamada Full Gospel Business Men's VOICE. Isso permitiu o crescimento e o desenvolvimento de capítulos (núcleos regionais) em outras cidades, e depois em outros países. A organização também foi apoiada pelos pastores Kenneth Hagin e Kenneth Copeland, reconhecidos televangelistas. Em 1972, a organização tinha 300.000 membros. Em 1988, existiam 3.000 capítulos em 90 países.
Após a morte de Demos Shakarian em 1993, seu filho Richard Shakarian assumiu a liderança da organização.
A organização estava presente em 85 países, em 2023. Neste mesmo ano, Francis Owusu foi eleito presidente da FGBMFI.

## ADHONEP no Brasil

### Histórico
No Brasil, a entidade começou a funcionar por iniciativa do industrial Custódio Rangel Pires, proprietário da Plastigel (indústria de plásticos em São Gonçalo, RJ), e à época, presbítero da Assembleia de Deus de Niterói (RJ) e diretor-executivo da Casa Publicadora das Assembleias de Deus (CPAD). Durante uma viagem de volta ao mundo em 1973, o empresário Rangel Pires conheceu Demos Shakarian, e foi convidado a visitar a associação, nos Estados Unidos; ali, ele impressionou-se "com a eficácia do evangelismo para homens de negócios por homens de negócios", decidindo que iria trazer a organização para o Brasil tão logo fosse possível.
A entidade foi fundada  no Brasil em 8 de novembro de 1976, e inicialmente recebeu a denominação "Associação dos Homens de Negócio Pentecostais", tendo como primeiro presidente o industrial e advogado Emílio Nunes do Amaral Semblano. Apenas em 1982, quando Rangel Pires retorna aos Estados Unidos para o congresso mundial da entidade e reencontra Shakarian (que o nomeia diretor internacional no Brasil), passaria a adotar o nome ADHONEP, pelo qual é conhecida hoje.
Além de fundar a ADHONEP, Rangel Pires também foi o primeiro editor da revista da associação, "A Voz", cujo primeiro número em português foi, na verdade, impresso nos Estados Unidos, bem como do jornal "InformADHONEP". Na época, as atividades da entidade eram conduzidas numa sala da Plastigel, empresa de Rangel Pires. Posteriormente, o empresário construiu uma sede de operações em São Gonçalo, o único prédio próprio da ADHONEP, a qual costuma valer-se da estrutura existente em hotéis para realizar seus eventos.
Rangel Pires também foi o responsável por, através da ADHONEP, expandir a atuação da FGBMFI nas Américas, particularmente após a morte do fundador Demos Shakarian. Ele abriu capítulos em várias cidades da América Latina, Estados Unidos, Europa, Índia e até mesmo no Japão. Tendo a FGBMFI começado sob os auspícios de um pastor que pregava a teologia da prosperidade (Oral Roberts), Rangel Pires não se esquivou em justificar sua opção preferencial pelos ricos:
A ADHONEP abrange as classes média e alta. As pessoas dessas classes não vão aos templos evangélicos. Então, a associação as convida para ir aos banquetes. Depois que elas aceitam a Jesus, vão à igreja.
Custódio Rangel Pires morreu em 2012, aos 90 anos de idade, tendo seu genro Altomir Régis da Cunha assumido a presidência da organização.

### Estrutura
A entidade se organiza em capítulos (ou células), que são "o núcleo da Adhonep em uma cidade". Os capítulos possuem servidores ("oficiais"), alegadamente voluntários e oriundos de diversas denominações evangélicas, que trabalham para suprir várias tarefas administrativas (basicamente, organizar jantares e eventos realizados nos moldes da organização). Dentro da hierarquia de cada capítulo, há uma diretoria composta por presidente, vice-presidente, tesoureiro e vice-tesoureiro, primeiro e segundo secretários, bem como um "homem Voz", responsável pela aquisição e distribuição da revista "A Voz" pelos locais da cidade usualmente frequentados por empresários, bem como pelo envio de mailing list; diversos voluntários exerceriam tarefas auxiliares diversas. Haveria ainda uma função remunerada, de "Assessor de Expansão", que como o nome indica, ficaria responsável por expandir a implantação de novos capítulos em municípios vizinhos àqueles onde já há filiais implantadas. Em 2010, data do estudo aqui utilizado, qualquer membro pertencente a uma igreja evangélica poderia se filiar à ADHONEP, pagando uma anuidade equivalente a um salário mínimo.
Um diretor regional ocuparia a posição hierárquica entre o capítulo e a diretoria nacional. Ao diretor regional caberia a orientação de 5 a 10 capítulos, em sua cidade e na região circunvizinha.
Acima das diretorias regionais, posiciona-se a diretoria nacional, composta por presidente, vice-presidente, secretária-executiva e tesoureiro. O custeio da manutenção desta diretoria nacional e da estrutura administrativa da sede da organização, é feito com a arrecadação da anuidade paga pelos membros. A diretoria nacional age "em consonância com o comitê deliberativo", o qual é composto por líderes da ADHONEP de diversos estados do país. O comitê se reúne anualmente, durante a Convenção Nacional, ou em caráter extraordinário quando é necessário definir uma estratégia de ação da entidade.
Um importante grupo dentro da ADHONEP é constituído pelo Apoio Feminino, que conta com a participação de mulheres orientadas por esposas de diretores, as quais, "submissas a autoridade do presidente do capítulo, e ao capítulo, realizam chás da tarde". Estas mulheres serviriam como exemplo de comportamento a ser seguido, pois "mulheres que se convertem nos chás levam seus maridos, que já percebem mudanças em seus comportamentos, aos jantares onde também se convertem à fé evangélica". A literatura publicada pela ADHONEP, não deixa dúvidas sobre qual é o papel esperado da mulher na sociedade:
Na hierarquia de Deus temos que ser submissas ao Senhor; em segundo lugar, ao marido. Quer a mulher queira quer não, ordena a Palavra de Deus que ela seja submissa".
Outro grupo, responsável por atrair jovens evangélicos para a entidade, é o Apoio Jovem. Novamente, pelo exemplo dado pelos recém-convertidos, membros de suas famílias acabariam sendo atraídos para os eventos promovidos pela ADHONEP, onde era esperado que igualmente se convertessem.

### Estratégias de crescimento
Dentre as estratégias de crescimento empregadas pela ADHONEP, a realização de eventos assume o maior destaque. Os cinco principais são:
- Jantar (ou "banquete"): evento de uso mais generalizado, é seguido pela apresentação de música com temática religiosa e testemunhos; estes são de curta duração (cinco minutos), seguidos por um de extensão maior, apresentado por um preletor escolhido para "testemunhar sua experiência com Cristo". O palestrante é "sempre leigo, profissional liberal, empresário ou de função não religiosa; em raros casos, um pastor, mas é apresentado pela sua ocupação secular". Trata-se de uma estratégia pensada para "não 'assustar' os participantes não cristãos", e pelo mesmo motivo, os filiados evitam o uso de termos associados aos evangélicos, como "irmão", e sequer portam Bíblias nas reuniões. Segundo o estudo aqui utilizado, ao final dos encontros, cerca de 20% a 30% dos convidados manifestam interesse em aderir "à fé cristã", sendo encaminhados pelos "oficiais" (associados) para diversas igrejas evangélicas das quais os mesmos fazem parte.[10]
- Café da manhã: evento que ocorre em hotéis ou mesmo em empresas ou outras instituições. Mais informal do que o jantar, também apresenta testemunhos, os quais supõe-se sejam de menor duração pela própria natureza da reunião.[10]
- Reuniões plenárias: geralmente são realizadas em hotéis, e podem ser temáticas. Além de testemunhos de convertidos, podem apresentar leigos "com expressiva posição social ou profissional" como convidados.[10]
- Chás (apenas para mulheres): realizados pelo Apoio Feminino; uma mulher leiga faz a palestra, narrando situações de sua vida antes e depois da conversão ao cristianismo, e ao final, faz o chamamento para a conversão das convidadas.[10]
- Coquetéis e almoços: voltados para um público mais jovem. Dão destaque à música como meio de atrair o público-alvo.[10]

#### Convenções
As convenções são realizadas anualmente e servem para avaliação dos resultados obtidos e traçar as metas para o ano seguinte. Também apresentam palestras de convidados "de destaque nacional e internacional" sobre temas como "orientação de saúde, financeira, familiar, etc."
- Convenções regionais: realizadas em datas que antecedem as convenções estaduais e nacionais, reúnem oficiais de capítulos de cidades específicas ou de uma região estadual.[10]
- Convenções estaduais: nestas, ocorre a "a unção pelo presidente nacional ou pelo vice-presidente aos oficiais que desempenham ministério na associação", incluindo as esposas destes.[10]
- Convenção nacional: sempre seria realizada no Rio de Janeiro, devido "a proximidade com o escritório internacional" (localizado em São Gonçalo); congrega associados de toda a América Latina, não somente do Brasil. O Riocentro é citado como a sede costumeira do evento, embora isso possa ter variado nos anos posteriores ao estudo aqui abordado.[10]
- Convenção internacional: convenção realizada pela ADHONEP (ou por sua matriz estadunidense) noutro país.[10]

Além de todos os eventos citados, a entidade organiza fóruns, seminários e treinamentos avançados para suas lideranças e recém-convertidos (como o SATL, "Seminário Avançado de Treinamento de Liderança").

#### Clamor do Povo de Deus
Realizado trimestralmente em praça pública, simultaneamente em todo o país, o clamor reúne lideranças de igrejas locais para pedir a Deus que reduza a "corrupção, a criminalidade, a prostituição, a fome" e que melhore "justiça, paz, melhores colheitas, prosperidade, reconhecimento do evangelho de Cristo". Segundo o estudo,
A associação tem testemunhado e atribuído vários acontecimentos na política, economia como resultado de reposta de Deus a seu clamor, junto de tato (sic) outras na sociedade brasileira.

#### Ministério de Prisões
Mais do que evangelização, este é um ministério voltado para a criação de linhas de produção industrial em presídios, visando a "reintegração do indivíduo na sociedade". Todavia, o estudo informa que um dos ex-detentos supostamente ressocializados, planejou o sequestro do presidente da ADHONEP, Custódio Rangel Pires, o que o fez voltar para a prisão.

### Influência política
Tendo sede no estado do Rio de Janeiro, a ADHONEP transformou-se numa das principais aliadas do então governador Anthony Garotinho, um presbiteriano, na eleição presidencial de 2002. A entidade financiou viagens do candidato e de toda a sua comitiva aos estados, para "fazer preleções religiosas e campanha". O presidente da ADHONEP, Rangel Pires, declarou em 2001 que Garotinho era "um homem convertido, nascido de novo. Existe uma malhação nele por isso. É uma injustiça. Ele tem o apoio dos evangélicos e dos cristãos da Adhonep". Na abertura do 18º Encontro Nacional da associação, a qual Garotinho compareceu, foi divulgada uma nota de solidariedade ao governador, que estaria sendo vítima de "acusações falsas" e "discriminação", por parte da "mídia sensacionalista".
Garotinho defendeu-se, atacando outros dois candidatos:
"Todos questionam quem paga minhas viagens, mas ninguém investiga como Itamar Franco (PMDB) vem para o Rio quase todo final de semana, e Ciro Gomes (PPS) faz viagens pelo país".
Em 2006, durante a gestão de Rosinha Garotinho, esposa e sucessora de Anthony Garotinho na governança do estado (após o interregno de Benedita da Silva), foi divulgado que a Aloés & Aloés, empresa do pastor Altomir Régis da Cunha, então vice-presidente da ADHONEP e genro de Rangel Pires, havia recebido R$ 10 milhões do governo estadual num contrato para fornecimento de fraldas geriátricas para o Instituto Vital Brazil, responsável pela gestão do programa de Farmácia Popular criado por Anthony Garotinho. O contrato foi obtido através de licitação pública, onde a Aloés & Aloés concorreu contra duas outras empresas. A empresa de Altomir Cunha e a ADHONEP funcionavam no mesmo local, no município de São Gonçalo, RJ, embora tivessem endereços diferentes no site da Receita Federal.
Em 23 de fevereiro de 2018, Altomir Cunha foi preso ao comparecer a um posto do DETRAN-RJ para fazer a vistoria anual do seu carro. A acusação, segundo a Delegacia de Capturas da Polinter (DC-Polinter), era de crime de sonegação fiscal, com o superfaturamento em mais de 225% no fornecimento de fraldas geriátricas para o governo do Rio de Janeiro, durante a gestão de Rosinha Garotinho. O acusado também estaria foragido desde novembro do ano anterior, quando o processo em que constava como réu foi suspenso, e sua prisão preventiva decretada. O empresário foi liberado no mesmo dia, e segundo sua defesa, negou que estivesse em endereço incerto e ignorado, e que desconhecia o processo onde figurava como réu. Altomir Cunha processou a Editora Globo pela publicação da notícia no jornal Extra, argumentando que se tratava de publicação falsa; contudo, o Tribunal de Justiça do Estado do Rio de Janeiro negou provimento ao recurso.
O ocorrido em nada abalou o prestígio político de Altomir Cunha: em julho daquele mesmo ano, o presidente Michel Temer viajou ao Rio de Janeiro para um evento da ADHONEP, promovido pelo pastor. O então candidato à presidência, Jair Bolsonaro, havia feito o mesmo, dias antes.

### Bic Capital
Em agosto de 2021, a Polícia Federal do Brasil prendeu o ex-garçom, ex-pastor e empresário Glaidson Acácio dos Santos, mais conhecido como "Faraó dos Bitcoins". Santos e sua esposa, a venezuelana Mirelis Diaz Zerpa (presa e deportada dos Estados Unidos em janeiro de 2024), são acusados de integrar um megaesquema de lavagem de dinheiro, que teria movimentado cerca de R$ 38 bilhões entre 2015 e 2021. Por meio da G.A.S. Consultoria e Tecnologia, empresa com sede em Cabo Frio, Rio de Janeiro, o casal prometia pagar rendimentos fixos de até 10% ao mês, com investimentos em criptomoedas (mercado sabidamente volátil e instável).
Cerca de 130 mil pessoas teriam sido vítimas do esquema, mas houve quem visse no mesmo uma oportunidade de lucrar empregando idêntica metodologia. Embora a investigação ainda esteja em curso, uma denúncia efetuada na Delegacia de Defraudações (DDEF) do Rio de Janeiro, dá conta de que a empresa Bic Capital, braço da Bic Empreendimentos Ltda, cujos sócios são Leonardo Rangel da Cunha e Marcelo Vasconcelos, estaria "operando com pirâmide financeira e recrutando investidores com promessa de rentabilidade lastreada em criptomoedas e fundos de investimentos". Leonardo Rangel da Cunha é não apenas filho de Altomir Régis da Cunha, presidente da ADHONEP, mas estaria se utilizando dos jantares oferecidos pela entidade para atrair investidores, pessoas de alto poder aquisitivo. Para a clientela, a promessa seria de pagar 5% de dividendos mensais sobre o capital investido.
Segundo um dos denunciantes, durante dez meses a empresa, fundada em 2020, depositou o dinheiro regularmente. Mas em agosto de 2021, justamente quando a Polícia Federal desencadeou a Operação Kryptos, os pagamentos cessaram. O operador Marco Aurélio Duarte da Silva Junior, apontado como sócio oculto da Bic Capital, teria chegado a repassar dinheiro aos investidores utilizando sua conta pessoal e de familiares, conforme comprovaram os denunciantes através de recibos bancários e trocas de mensagens por WhatsApp. Segundo a Delegacia de Defraudações, "a denúncia destaca indícios de fraudes contábeis, crimes continuados contra a economia popular, indícios de fraude em cartórios para registro de imóveis e sonegação fiscal, lavagem de capital, crime financeiro, falsidade ideológica, fraude processual e organização criminosa".
Segundo relatos, a Bic Capital seria um dos credores da G.A.S. Consultoria, e atuaria como um degrau na pirâmide financeira, aplicando o dinheiro dos investidores em outras empresas do esquema, num nível mais elevado, e obtendo os 10% de rentabilidade divulgados pelo "Faraó do Bitcoin". Assim, teoricamente, os investidores ficariam com metade dos lucros realmente obtidos pela Bic Capital, a qual embolsaria a outra metade. Todavia, a Operação Kryptos parece ter interrompido o fluxo de capital e portanto, os pagamentos aos investidores.

## Críticas
Embora declare que "não é uma associação secreta e nem fechada", a ADHONEP, aparentemente de forma proposital, inviabiliza o acesso posterior para não-membros dos seus eventos e atividades. É o caso, por exemplo da "Convenção Internacional Domine o Sistema", realizada de 20 a 23 de julho de 2022 no Rio de Janeiro, com as presenças da então ministra Damares Alves, do procurador-geral da República, Augusto Aras, e do ministro do STF, André Mendonça. Mesmo com tantas personalidades ilustres, não há nenhuma informação sobre a ocorrência do evento no site da entidade. Uma única referência, no Facebook da Editora Adhonep, faz uma alusão à convenção; e trata-se de uma referência bastante significativa, pois cita Gênesis 1:28, a própria base teológica para a teologia do domínio.
Uma outra crítica efetuada, seria sobre os testemunhos daqueles que falam pela entidade em seus eventos. Por exemplo, em 1997, um membro da Igreja Presbiteriana Independente de Maringá, foi convidado para um jantar da ADHONEP em Foz do Iguaçu. Nas palavras dele,
(...) sempre imaginei que a Adhonep era uma entidade formada por homens e mulheres com atividade empresarial e que cultuam o Evangelho. Nesses jantares ouviria depoimentos de como essas pessoas conciliam tais atividades com os ensinamentos bíblicos.
Para surpresa do convidado, o preletor da noite, vindo diretamente da sede da organização em São Gonçalo, apresentou-se como "um homem desonesto, que roubou, que corrompeu políticos, que passou outras pessoas para trás, que mentiu etc"; que por intercessão da esposa, que seria evangélica, pediu ajuda a Deus para não ter que pagar uma dívida judicial (o que acabou ocorrendo); que teria sido sequestrado e também pela ajuda de Deus, conseguiu escapar do cativeiro; que então convertido, passou a frequentar uma penitenciária, onde teria curado um presidiário aidético e homossexual, não somente da AIDS, mas da homossexualidade. Ainda segundo o convidado, ao final da palestra, o preletor apresentou para compra pelos interessados, um livro e um vídeo de autoria dele.
O convidado declara que saiu do jantar estupefato "e com medo" depois de tudo o que ouvira, resumindo desta forma seus temores:
É preciso que a sociedade reflita sobre essas coisas que estão ocorrendo em nosso país. Será que a inversão de valores chegará a um ponto tal que não ligaremos mais para o Poder Judiciário e nem para a Ciência? Será que estamos vivendo a era dos falsos profetas, como diz a Biblia?

Será que se um pobre tivesse roubado galinha para comer também seria perdoado do crime se dissesse para o delegado que encontrou Jesus, ou será que isso só acontece com os homens de negócio do evangelho pleno?